# آقاسی آیوازیان
آقاسی سیمونی آیوازیان (ارمنی: Աղասի Սիմոնի Այվազյան؛ ۷ سپتامبر ۱۹۲۵–۲۱ نوامبر ۲۰۰۷) نثرنویس، نمایش‌نامه‌نویس، ناشر، فیلم‌نامه‌نویس، کارگردان، ویراستار و نقاش اهل ارمنستان بود.

## زندگی
وی در ۷ سپتامبرِ ۱۹۲۵ در اباستومانی به دنیا آمد و از آکادمی دولتی هنر تفلیس, آکادمی دولتی هنرهای زیبای ارمنستان, انستیتو دولتی فرهنگ سلامت و ورزش پرورش اندام ارمنستان و دانشگاه دولتی تفلیس فارغ‌التحصیل گشت. وی همچنین برنده جوایزی همچون شهروند افتخاری ایروان شده‌است. وی در ۲۱ نوامبر ۲۰۰۷ در سن ۸۲ سالگی در ایروان درگذشت .

## گزیده فیلم‌شناسی
- خاتابالا ()

## نگارخانه

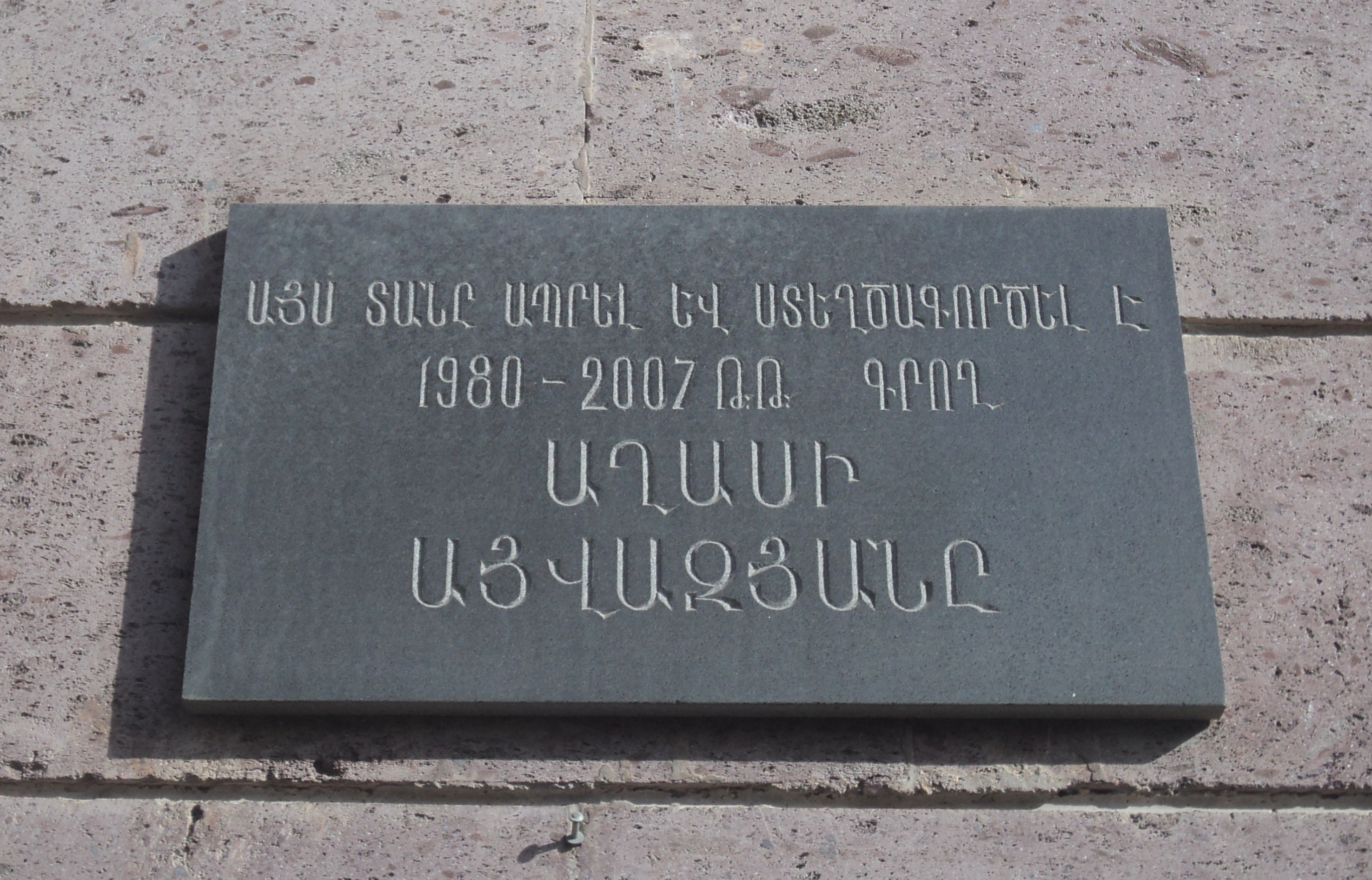
پلاک یادبود
پرتره آقاسی آیوازیان